# Клюни III
Клюни III — выражение, используемое для обозначения третьего этапа строительных работ во французском аббатстве Клюни (департамент Сона и Луара), проводившихся на рубеже XI—XII веков. Главным достижением этого строительства стал центральный храм обители, полностью разрушенный в начале XIX века. До наших дней дошло лишь менее 10 % бывшего храма. Со времени своей постройки и до возведения собора Святого Петра в Риме был крупнейшей церковью Европы.

## История
Гигантская базилика, оказавшая сильное влияние на романский стиль в архитектуре, была сооружена в XI—XIII веках и явилась третьим по времени сооружения главным храмом аббатства (отсюда и данное ей впоследствии наименование — Клюни III). Строительство нового главного храма аббатства было крупным событием — базилика обрела известность не только благодаря новаторской для своего времени архитектуре, но и благодаря богатому внутреннему убранству: скульптуре, мозаике, резьбе карнизов и капителей. Строительство выполнялось по заказу аббата Гуго, авторство общей композиции храма приписывается монаху Гунзону. В 1125 году свод здания обрушился; его удалось восстановить лишь пять лет спустя.  К 1130 году было завершено лишь строительство центрального нефа, тогда же было начато строительство притвора и северного рукава трансепта. В конце XII — начале XIII веков строительство прерывалось, и притвор, завершённый в 1220 году, был построен уже в готическом стиле.
Храм был закрыт вместе со всем аббатством Клюни в 1790 году, во время Великой французской революции. Три года спустя здание было сожжено и разграблено крестьянами. Затем крыша собора была разобрана солдатами с целью извлечения из неё свинца для пуль. После продажи в 1798 году территории аббатства церковь на протяжении нескольких десятилетий использовалась как каменоломня. К 1820-м годам базилика была разобрана почти полностью, до наших дней дошло менее 10 % здания. При постройке нового здания был взорван и главный портал базилики — один из ценнейших памятников романского искусства.

## Архитектурные особенности
Длина базилики составляла 187 м, высота — 30 метров, что делало её самой большой церковью Европы вплоть до строительства Собора Святого Петра. Базилика была пятинефной; центральный неф был крупнейшим по высоте (30 м) среди романских храмов, ширина его составляла 15 м. К западной части здания примыкал длинный трёхнефный нартекс. Базилика имела два трансепта (главный и придвинутый к алтарной части меньший) и большие хоры; главная апсида храма имела обход — деамбулаторий, который опоясывали малые апсиды (апсидолы). Малые апсиды также дополняли трансепты с восточной их стороны. Широкий центральный неф был перекрыт цилиндрическим сводом. При сооружении свода строители применили новаторский приём, получивший впоследствии большое распространение в европейской храмовой архитектуре: своду с целью погашения бокового распора была придана стрельчатая форма. Аркады малых нефов также получили стрельчатые очертания. В стенах были прорезаны большие оконные проёмы. Церковь украшали пять башен — одна на средокрестье, две симметрично расположенные на главном фасаде, а также две над большим трансептом. К внешним стенам храма были пристроены контрфорсы, которые впоследствии широко применялись в готической архитектуре. Готический портал собора — самая новая часть храма — был богато украшен аллегорическими скульптурами.
Внутреннее убранство церкви не сохранилось. В центральной апсиде храма размещалась фреска «Христос во славе», уменьшенная копия которой была размещена в капелле  Берзе-ла-Виль и дошла до наших дней.
Церковь послужила образцом для многих архитектурных сооружений романского периода.

## Современное состояние
До нашего времени дошли фрагменты южного крыла большого трансепта с колокольней (восьмиугольной в плане, высотой 31 м), часть восточного (малого) трансепта, остатки башен, окружавших портал церкви и нижние части притвора.